# Plaza de Cervantes (Alcalá de Henares)
La plaza de Cervantes de Alcalá de Henares es el centro de la vida social de la ciudad complutense. Este espacio urbano público conecta directamente con la calle Mayor y la calle Libreros, formando uno de los ejes principales del recinto histórico.

## Denominación
Esta plaza ha tenido varias denominaciones a lo largo de su historia. Inicialmente fue la plaza del Mercado, luego la plaza de la Constitución y, desde 1879, es la plaza de Cervantes, en memoria de su hijo predilecto Miguel de Cervantes. No obstante, popularmente también se la denomina plaza Mayor, por ser la principal y más grande de Alcalá de Henares.

## Historia

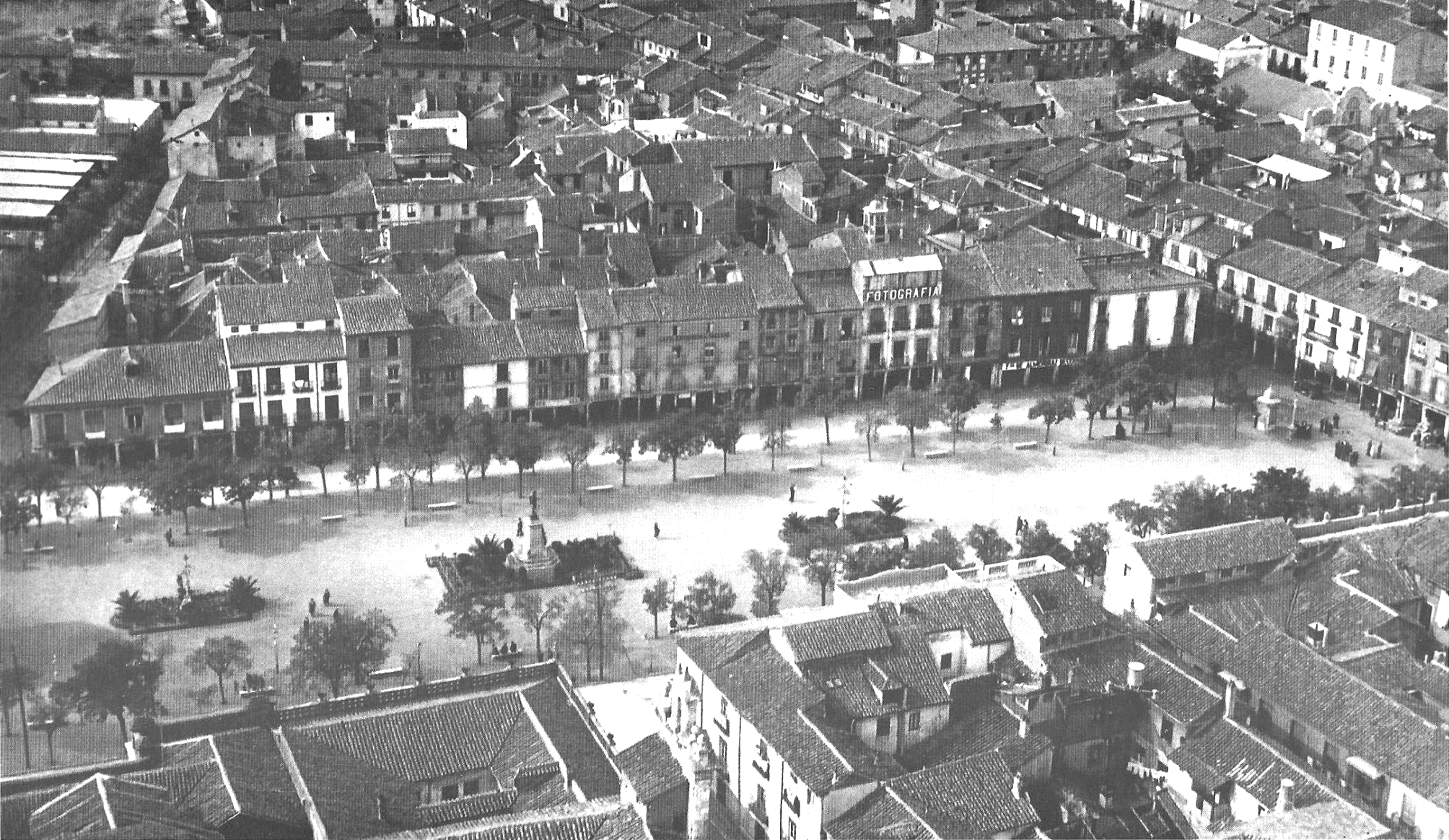
Vista aérea en noviembre de 1935

Los orígenes de la plaza se encuentran en la Edad Media, como espacio situado extramuros de la ciudad medieval. En ella se celebraba el mercado de la villa y la feria anual de la misma, concedida por el rey castellano Alfonso VIII en 1184, por lo que recibió la denominación de plaza del Mercado. 
En los siglos XV y XVI quedó plenamente integrada en el casco urbano, por la ampliación de las murallas, primero, y por el desarrollo urbanístico del que sería el barrio universitario, después. De esta manera la plaza se convirtió en el espacio principal de la villa, escenario de todo tipo de festejos públicos, además de servir de frontera entre la jurisdicción de la villa y la de la Universidad. Allí se situó la sede del Concejo a partir del siglo XVI. 
En el siglo XIX la plaza experimentó numerosos cambios. Recibió su denominación actual plaza de Cervantes y se ejecutaron varias obras para su embellecimiento; tales como la erección en 1879 de la estatua de Cervantes que la preside, y la construcción del Quiosco de la Música en 1898.
En 1977 se realizó una importante remodelación urbanística, por la que se pavimentó completamente, se ampliaron los jardines y se renovó el mobiliario urbano. La fisionomía actual de la Plaza se debe al proceso de su completa peatonalización, obra ejecutada entre 2018 y 2019.

## Características

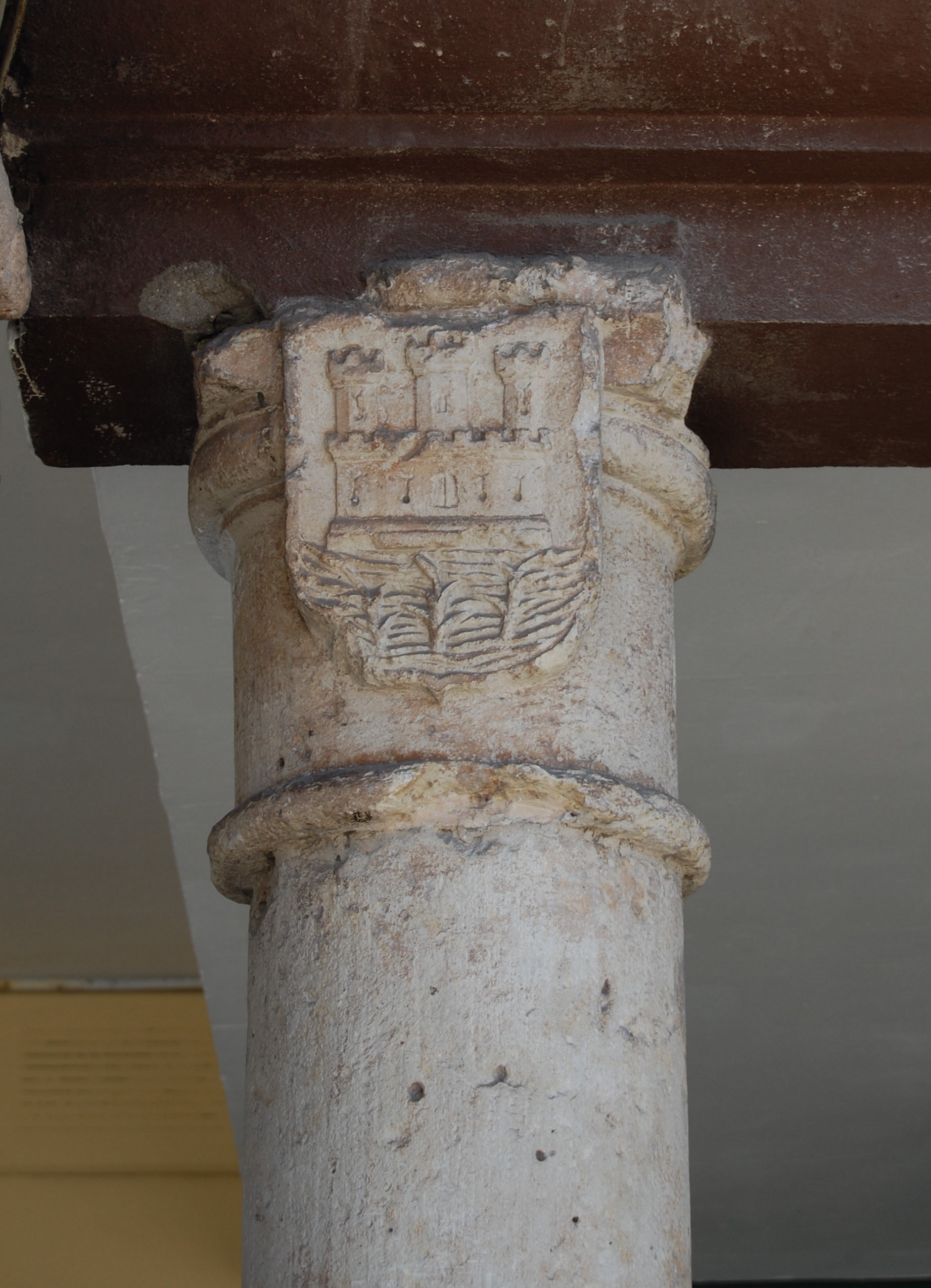
Capitel con escudo municipal, en la anterior sede de la Casa Consistorial (plaza de Cervantes, 17)

Se sitúa en el casco histórico del municipio, y es considerada uno de los lugares emblemáticos del mismo. Es de forma rectangular y tiene una superficie de 11.900 m² (200 metros de largo, por 60 metros de ancho). Sus lados norte y oeste están soportalados. En la actualidad, la plaza de Cervantes presenta 72 soportes verticales exentos: 16 son columnas y 56 son pilares de piedra.
De ella nacen la calle Mayor, la de Escuelas y la de Cerrajeros por el oeste; y la de Libreros, Bustamante de la Cámara y Pedro Gumiel por el este (las dos últimas conducen a la plaza de San Diego, donde se levanta el Colegio de San Ildefonso de la Universidad de Alcalá). Por el sur limita con la plaza de Rodríguez Marín y se comunica con la calle Colegios a través del callejón de Santa María. En el centro de la misma se encuentran paseos y zonas ajardinadas, además de la estatua a Miguel de Cervantes (esculpida por Carlo Nicoli e inaugurada el 9 de octubre de 1879) y el Quiosco de la Música (diseñado por Martín Pastells y construido en 1898).

## Edificios de interés
En la plaza de Cervantes se encuentran alguno de los más singulares monumentos e instituciones de la ciudad, como el:
- Edificio de las Cráteras
- Círculo de Contribuyentes
- Hotel Cervantes
- Ayuntamiento
- Corral de Comedias
- Ruinas de la Iglesia de Santa María, destruida en 1936 al inicio de la Guerra Civil, de la que se conserva su torre campanario y su Capilla del Oidor.
- Refugio antiaéreo de la Guerra Civil, construido en 1938 y posteriormente cegado. Reabierto mediante excavación arqueológica en 2023. [7]

## Centro sociocultural
La plaza de Cervantes es uno de los principales puntos de encuentro social y cultural de la ciudad. En ella se celebran numerosas actividades culturales, deportivas, políticas, sociales y religiosas.
Como por ejemplo:
- La Feria del Libro[8]
- Cabalgatas de agosto y de Reyes Magos
- Mercado Cervantino
- Procesiones de Semana Santa

## Transporte
La plaza es un importante centro de comunicaciones de la ciudad. En la cercana Calle Colegios pasan por ella las líneas 1A, 6 y 7. En el final de la Calle Santa Úrsula, se ubica una parada de taxi.